# Roy Matthews
Roy Derek Matthews (* 10. September 1926 in Hampton-in-Arden; † März 1992 in Kidderminster) war ein britischer Bogenschütze.
Matthews nahm an den Olympischen Spielen 1972 in München teil und beendete den Einzel-Wettkampf auf Rang 17. Darüber hinaus gewann er bei den Weltmeisterschaften 1958, 1967 und 1969 jeweils Bronze mit der Mannschaft. Zudem wurde er 1968 Mannschafts-Europameister. 
Er war Co-Autor des Buches Archery in earnest (ISBN 978-1861260895).